# Yukio Matsumoto
Yukio Matsumoto (jap. 松本 幸夫, Matsumoto Yukio; * 1944) ist ein japanischer Mathematiker, der sich mit geometrischer Topologie und Topologie niedrigdimensionaler Mannigfaltigkeiten befasst. Er war Professor an der Universität Tokio.
Matsumoto wurde 1973 an der Universität Tokio bei Ichirō Tamura promoviert (Knot cobordism groups and surgery in codimension two). Ab 1969 war er Dozent, ab 1974 Associate Professor und ab 1979 Professor an der Universität Tokio. Nach seiner Emeritierung war er an der Gakushuin-Universität.
1984 erhielt er den Iyanaga-Preis der Japanischen Mathematischen Gesellschaft.

## Schriften
- An Introduction to Morse theory, American Mathematical Society 2001
- Herausgeber mit Shigeyuki Morita: Aspects of low dimensional manifolds, Advanced Studies in Pure Mathematics, Mathematical Society of Japan, 1992
- mit Gerard Venema: Failure of the Dehn lemma on contractible 4-manifolds, Inventiones Mathematicae, Band 51, 1979, S. 205–218
- Wild embeddings of piecewise linear manifolds in codimension two, Geometric Topology, 1979, S. 393–428
- Knot cobordism groups and surgery in codimension two, Journal of the Faculty of Science, University of Tokyo Section IA, Math., Band 20, 1973, S. 253–317
- An elementary proof of Rochlins signature theorem and its extension by Guillou and Marin, in: Lucien Guillou, Alexis Marin (Hrsg.), A la recherche de la topologie perdu, Birkhäuser, Progress in Mathematics 62, 1986, S. 119–139
- Diffeomorphism types of elliptic surfaces, Topology, Band 25, 1986, Nr. 4
- mit H. Doi, T. Matumoto: An explicit formula of the metric on the moduli space of BPST instantons over {\displaystyle S^{4}}, in: S. Morita, Y. Matsumoto, T. Mizutani (Hrsg.), A Fete of Topology: Papers dedicated to Ichiro Tamura, Academic Press 1988
- mit J. M. Montesinos: A proof of Thurstons uniformization theorem of geometric orbifolds, Tokyo J. Math., Band 14, 1991, S. 181–196
- mit J: M: Montesinos: Pseudo-periodic homeomorphisms and degeneration of Riemann surfaces, Bulletin AMS, Band 30, 1994, S. 70–75
- mit Mitsuyoshi Katō: Simply connected surgery of submanifolds in codimension two. I, J. Math. Soc. Japan, Band 24, 1972, S. 586–608